# Międzynarodowa Rada Kobiet
Międzynarodowa Rada Kobiet (ang. International Council of Women) – pierwsza międzynarodowa organizacja feministyczna utworzona w 1888 roku w Waszyngtonie. Jest organizacją parasolową – zrzesza krajowe rady kobiet. Organizacja ma status organizacji doradczej wobec ONZ.

## Cele
- międzynarodowy pokój i sprawiedliwość;
- wzmocnienie kompetencji przywódczych kobiet;
- prawa człowieka prawami kobiet, prawa człowieka dla wszystkich.